# Црква Светог Преображења у Пасјану
Црква Светог Преображења у Пасјану, насељеном месту на територији општине Гњилане, на Косову и Метохији, представља непокретно културно добро као споменик културе.
Српско село Пасјане смештено је у Горњој Морави, на друму који из Гњилана води у Прешево. Познато од старина, први пут је поменуто у даровној повељи кнегиње Милице хиландарском пиргу Светог Василија, а затим у 17. веку као једно од коначишта на путу за Цариград. Једнобродна црква Светог Преображења подигнута је трудом мештана 1861. године и током турске владавине више пута је рушена, паљена и обнављана. Зидно сликарство у техници „ал секо“ и иконостас потичу из 19. века. У цркви је било сачувано неколико старијих икона из 17. и 18. века.

## Основ за упис у регистар
Решење Покрајинског завода за заштиту споменика културе у Приштини, бр. 121 од 27. 3. 1980. г. Закон о заштити споменика културе ( Сл. лист САПК бр. 19/77).